# 上道斐太都
上道 斐太都（かみつみち の ひたつ）は、奈良時代の貴族。名はのち正道。姓は臣のち朝臣。官位は従四位下・備前国造。

## 出自
上道氏（上道臣）は吉備氏の一族で、備前国上道郡を本拠とした豪族。上道国造家。

## 経歴
孝謙朝の天平宝字元年（757年）中衛舎人を務めていた際、橘奈良麻呂らによる皇太子・大炊王（のち淳仁天皇）や紫微内相・藤原仲麻呂を殺害する謀反計画への参加を前備前守・小野東人から勧誘されるが、逆に藤原仲麻呂に対してこの計画を密告する。結果、関係者は捕縛され、謀反は未然に防がれた（橘奈良麻呂の乱）。この功績によって、従八位上から一挙に15階昇進して従四位下・中衛少将に叙任され、元の臣姓から朝臣姓を賜与された。さらに同年末には功田20町を賜与されている。
のち、右兵衛督・中宮大夫・宮内大輔といった京官や、出身地方に近い播磨守・備前守・備中守・備後守などの地方官を歴任、また、天平宝字6年（762年）には淳仁天皇の側近として勅旨の宣布・伝達を行うために中宮院に侍すなど、仲麻呂政権下において地方豪族としては異例の抜擢を受けた。仲麻呂に接近することで昇進を図ったことについては、同じ吉備地方の豪族出身の下道真備（吉備真備）が朝廷で既に重用されていたことへの対抗意識によるものとも考えられる。なお、仲麻呂政権下では正道を名乗っている。
天平宝字8年（764年）正月に備後守に任ぜられ同国に赴任していたためか、同年8月に発生した藤原仲麻呂の乱での動静は伝わらない。翌天平神護元年（765年）和気王の謀反に連座して粟田道麻呂が飛騨員外介に左遷されたのと同時に飛騨守に任ぜられる。以前より斐太都は道麻呂に恨みを抱いていたことから、任地に到着すると道麻呂夫婦を一郭に幽閉し、数ヶ月のち夫婦はその中で死亡した。翌天平神護2年（766年）3月には早くも百済王利善が飛騨守に任ぜられていることから、斐太都はそれまでに飛騨守を解任されたとみられる。
神護景雲元年（767年）9月23日卒去。最終官位は備前国造従四位下。

## 官歴
『続日本紀』による。
- 時期不詳：従八位上、中衛舎人
- 天平宝字元年（757年） 7月5日：従四位下（越階）、臣から朝臣に改姓。7月9日：中衛少将。閏8月8日：吉備国造
- 時期不詳：宮内大輔、右勇士督、播磨守
- 天平宝字3年（759年） 11月5日：備前守
- 天平宝字5年（761年）頃：見美濃守[9]
- 天平宝字7年（763年） 正月9日：中宮大夫、備中守
- 天平宝字8年（764年） 正月21日：備後守
- 天平神護元年（765年） 8月1日：飛騨守
- 時期不詳：備前国造
- 神護景雲元年（767年） 9月23日：卒去（備前国造従四位下）